# АЕС Раджастан
Атомна електростанція Раджастан це атомна електростанція, розташована в Раватбхата в штаті Раджастхан, Індія. За встановленою потужністю це четверта за величиною атомна електростанція в країні після атомних електростанцій Куданкулам, Какрапар і Тарапур.

## Історія
Будівництво атомної електростанції Douglas Point в Канаді почалося в 1961 році з важководного реактора під тиском (PHWR) CANDU (Canada Deuterium Uranium), здатного виробляти 220 МВт електроенергії. Через два роки після початку будівництва Раджастханського атомно-енергетичного проєкту (RAPP) у штаті Раджастхан було побудовано два подібні реактори. Через десять років, у 1973 році РАПС-1 був прийнятий в експлуатацію. У 1974 році після того, як Індія провела навчання «Усміхнений Будда», Канада припинила підтримку проєкту, відклавши введення в експлуатацію RAPS-2 до 1981 року.
У межах індійської ядерної програми побудовано ще два PHWR потужністю 220 МВт кожен. Вони коштують близько 570 мільйонів доларів. RAPS-3 став критичним 24 грудня 1999 року, RAPS-4 став критичним 3 листопада 2000 року. Комерційна експлуатація почалася 1 червня 2000 року для енергоблоку № 3 і 23 грудня 2000 року для блоку № 4.
Також побудовано ще два реактори (РАПС-5 і РАПС-6) потужністю 220 МВт, причому блок 5 почав промислову експлуатацію 4 лютого 2010 року, блок 6 — 31 березня 2010 року.
Два з нових індійських реакторів серії 700 МВт (RAPP-7 і RAPP-8) будуються в Раджастані.
У листопаді 2012 року Міжнародне агентство з атомної енергії (МАГАТЕ) протягом кількох тижнів інтенсивно перевіряло два реактори на атомній електростанції Раджастан на предмет безпеки. Було зроблено висновок, що реактори є одними з найкращих у світі, місцеві атомні електростанції потужністю 220 МВт можуть витримати аварію типу Фукусіми, навіть припускаючи, що «в Індії сильна культура безпеки» і що Індія вийшла переможцем з високим глобальним рейтингом безпеки.
Перший бетон для блоку 7 залито 18 липня 2011 року, а комерційна експлуатація очікується до 2016 року. Блоки 7 і 8 разом коштуватимуть приблизно 123,2 мільярда рупій (2,6 мільярда доларів США).
У 2024 році AERB дав дозвіл на завантаження палива блоку 7 та додавання модератора. 19 вересня 2024 року на 7-му блоці почалася керована ланцюгова реакція ділення.

## Інформація про реактори
| Черга | Блок | Реактор | Реактор   | Статус                                          | Потужність | Потужність | Початок будівництва | Перша критичність | Підключення до мережі | Комерційна експлуатація | Закриття      | Зауваження           |
| Черга | Блок | Тип     | Модель    | Статус                                          | Нетто      | Брутто     | Початок будівництва | Перша критичність | Підключення до мережі | Комерційна експлуатація | Закриття      | Зауваження           |
| ----- | ---- | ------- | --------- | ----------------------------------------------- | ---------- | ---------- | ------------------- | ----------------- | --------------------- | ----------------------- | ------------- | -------------------- |
| I     | 1    | PHWR    | CANDU     | Вимкнутий в очікуванні виведення з експлуатації | 90         | 100        | 1 серпня 1965       | 11 серпня 1972    | 30 листопада 1972     | 16 грудня 1973          | 9 жовтня 2004 | [ 7 ]                |
| I     | 2    | PHWR    | CANDU     | Працює                                          | 187        | 200        | 1 квітня 1968       | 8 жовтня 1980     | 1 листопада 1980      | 1 квітня 1981           | Н/Д           | [ 8 ]                |
| II    | 3    | PHWR    | IPHWR-220 | Працює                                          | 202        | 220        | 1 лютого 1990       | 24 грудня 1999    | 10 березня 2000       | 1 червня 2000           | Н/Д           | [ 9 ]                |
| II    | 4    | PHWR    | IPHWR-220 | Працює                                          | 202        | 220        | 1 жовтня 1990       | 3 листопада 2000  | 17 листопада 2000     | 23 грудня 2000          | Н/Д           | [ 10 ]               |
| III   | 5    | PHWR    | IPHWR-220 | Працює                                          | 202        | 220        | 18 вересня 2002     | 24 листопада 2009 | 22 грудня 2009        | 4 лютого 2010           | Н/Д           | [ 11 ]               |
| III   | 6    | PHWR    | IPHWR-220 | Працює                                          | 202        | 220        | 20 січня 2003       | 23 січня 2010     | 28 березня 2010       | 31 березня 2010         | Н/Д           | [ 12 ]               |
| IV    | 7    | PHWR    | IPHWR-700 | Критичний                                       | 630        | 700        | 18 липня 2011       | 19 вересня 2024   | 17 березня 2025       | Н/Д                     | Н/Д           | [ 13 ] [ 14 ] [ 15 ] |
| IV    | 8    | PHWR    | IPHWR-700 | Будується                                       | 630        | 700        | 30 вересня 2011     | Н/Д               | Н/Д                   | Н/Д                     | Н/Д           | [ 13 ] [ 16 ]        |